# César Gabriel de Choiseul

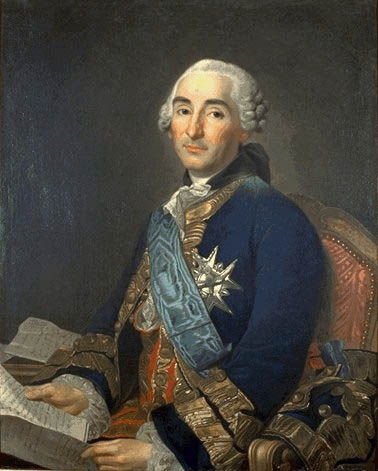
César Gabriel de Choiseul, Hertig av Praslin.

César Gabriel de Choiseul, Hertig av Praslin, född 15 augusti 1712, död 15 november 1785, var en fransk politiker.
Han var en avlägsen släkting till Étienne François de Choiseul, som han efterträdde som ambassadör i Wien 1758. Han blev utrikesminister efter densamma 1761 och marinminister 1768. Han drogs med i Étienne François de Choiseuls fall 1770. 